# 2022 Chatham Cup
A Chatham Cup 2022 é a 94ª competição anual de futebol da Nova Zelândia .
Ele terá uma rodada preliminar e quatro rodadas antes das quartas de final, semifinais e uma final.

## Estrutura
| Rodada            | Data                      | Número de partidas | Clubes restantes | Novas entradas nesta rodada | Equipes que entram nesta rodada |
| ----------------- | ------------------------- | ------------------ | ---------------- | --------------------------- | --- |
| Rodada Preliminar | 25 de abril de 2022       | 24                 | 129 → 105        | 48                          | |
| Rodada 1          | 14-15 de maio de 2022     | 41                 | 105 → 64         | 58                          | 11 equipes da Divisão 1 da NRFL 10 equipes da Divisão 2 da NRFL 3 equipes da Liga Central 1 equipe da Central Federation League 7 equipes da Liga Sul 4 equipes da Mainland Premier League 5 times da FootballSouth Premier League |
| Rodada 2          | 4 a 5 de junho de 2022    | 32                 | 64 → 32          | 23                          | 12 equipes da Liga Norte 1 equipe da Divisão 1 da NRFL 6 equipes da Liga Central 3 equipes da Liga Sul 1 time da FootballSouth Premier League                                                                                      |
| Rodada 3          | 18 a 19 de junho de 2022  | 16                 | 32 → 16          | Nenhum                      | Nenhum |
| Rodada 4          | 9 a 10 de julho de 2022   | 8                  | 16 → 8           | Nenhum                      | Nenhum |
| Quartas de final  | 30 a 31 de julho de 2022  | 4                  | 8 → 4            | Nenhum                      | Nenhum |
| Semifinais        | 20 a 21 de agosto de 2022 | 2                  | 4 → 2            | Nenhum                      | Nenhum |
| Final             | 11 de setembro de 2022    | 1                  | 2 → 1            | Nenhum                      | Nenhum |

## Resultados

### Rodada preliminar
As partidas foram disputadas no fim de semana Anzac de 22 a 25 de abril.   Esta rodada contou com cinco equipes das ligas de futebol de domingo de Auckland, AFC Bohemian Celtic, Ellerslie Tropics, Sperm Whales FC, University of Auckland FC e Zamantix Rovers Duece, as equipes com classificação mais baixa restantes na competição.  
Região Norte
| 25 de abril de 2022 | Te Awamutu AFC (5)           | 2–1       | Lakes Football Club (7) | Te Awamutu                                     |  |
| 14:00               | - J. Roil 48' - Fooulkes 78' | Relatório | - Crumpler 25'          | Estádio: Te Awamutu Stadium Árbitro: Sean Coon |  |

| 25 de abril de 2022 | West Hamilton United (5) | w/o       | Whakatane Town AFC (7) | Hamilton             |  |
| 14:00               |                          | Relatório |                        | Estádio: Weka Street |  |

| 25 de abril de 2022 | Otorohanga AFC (8) | 0–1       | Waiuku AFC (9)       | Otorohanga                                        |  |
| 14:00               |                    | Relatório | - Mckenzie 5' (o.g.) | Estádio: Otorohanga Domain Árbitro: Andres Castro |  |

| 25 de abril de 2022 | Central United (5) | 8–0       | Matamata Swifts (6) | Auckland                                         |  |
| 14:00               | - Roberson 16' (o.g.) - Ishigaki 29' - L. Backman 40', 60' - Lloyd 41' - D. Backman 66' - Dan-Tyrell 84' - Ruffel 90' (pen.) | Relatório |                     | Estádio: Kiwitea Street Árbitro: William Roberts |  |

| 25 de abril de 2022 | Northern United (7)             | 2–1       | Ellerslie Tropics (SUN) | Hamilton                                      |  |
| 14:00               | - Sokchannter 51' - Andeweg 85' | Relatório | - L. Taylor 17'         | Estádio: Korikori Park Árbitro: Graham Barlow |  |

| 25 de abril de 2022                        | Papakura City (5)                        | 3–3 (pro.) (5–3 pen.)                 | Ranui Swanson (5)                    | Auckland                                   |  |
| 14:00                                      | - Dixon 15' - Krishna 71' - S. Hart 100' | Relatório                             | - Morris 41' - Root 83' - Nelson 96' | Estádio: McLennan Park Árbitro: Karl Barry |  |
|                                            |                                          | Penalidades                           |                                      |                                            |  |
| - Allan - Mika - Kumar - S. Hart - Krishna |                                          | - Perkovic - Hastings - Puga - Nelson |                                      |                                            |  |

| 25 de abril de 2022 | FC Whangarei (6)      | 2–2 (pro.) (7–8 pen.) | Sperm Whales FC (SUN) | Whangarei                                    |  |
| 14:00               | - Teal 22' - Dunn 64' | Relatório             | - Read 9', 32'        | Estádio: Morningside Park Árbitro: Dan Owens |  |

| 25 de abril de 2022 | Papamoa FC (5)                           | 2–1       | Papatoetoe AFC (5) | Tauranga                                            |  |
| 14:00               | - van der Salm 23' - A. Singh 85' (o.g.) | Relatório | - Shaker 4'        | Estádio: Gordon Spratt Reserve Árbitro: Paul Shakes |  |

| 25 de abril de 2022 | Drury United (9)         | 2–5       | Kerikeri FC (6)                                                  | Drury                                                |  |
| 14:00               | - Bent 27' - Chapman 56' | Relatório | - Godden 18' - Roberts 58', 83' (pen.) - Montino 79' - Huett 89' | Estádio: Drury Sportsgrounds Árbitro: Carl Te Wharau |  |

| 25 de abril de 2022 | Onerahi FC (6)                                | 4–2       | Lynn-Avon United (5)  | Onerahi                                                 |  |
| 14:00               | - Coenra 10' - Burgess 17', 77' - Hanmore 87' | Relatório | - Hong 40' - Semp 46' | Estádio: Onerahi Sports Field Árbitro: Benjamin McInnes |  |

| 25 de abril de 2022 | Uni-Mount Bohemian AFC (5) | 1–2       | Ngongotaha AFC (5)           | Auckland                                          |  |
| 14:00               | - Forsyth 65'              | Relatório | - Simiona 23' - Barker 90+1' | Estádio: Bill McKinlay Park Árbitro: Kelvin Lewis |  |

| 25 de abril de 2022 | Waikato Unicol (5)                        | 3–2       | South Auckland Rangers (5)    | Hamilton                                    |  |
| 14:00               | - Latham 6' - Ditfort 36' - Henderson 53' | Relatório | - S. Kumar 16' - P. Kumar 83' | Estádio: Jansen Park Árbitro: Brendon Coker |  |

| 25 de abril de 2022 | Zamantix Rovers Deuce (SUN)      | 3–4 (pro.) | Te Atatu AFC (5)                    | Ellerslie                                           |  |
| 14:00               | - Westcar 13', 85' - Sanders 15' | Relatório  | - Norris 27' - Wells 76', 80', 112' | Estádio: Greenmount Reserve Árbitro: Derek Anderson |  |

| 25 de abril de 2022 | Puhoi SC (9) | 0–5       | Mangere United (9)                            | Rodney                                     |  |
| 14:00               |              | Relatório | - S. Ali 7', 16', 49' - Hakim 18' - Zoheb 71' | Estádio: Puhoi Domain Árbitro: Glen McLeod |  |

| 25 de abril de 2022 | AFC Bohemian Celtic (SUN) | 0–5       | Taupo AFC (5)                                     | Auckland                                          |  |
| 14:00               |                           | Relatório | - O'Donoghue 17', 36', 52' - How 49' - Foster 82' | Estádio: William Green Domain Árbitro: Paul Burns |  |

| 25 de abril de 2022 | Auckland University (SUN) | 0–2       | Otumoetai FC (5)            | Auckland                                       |  |
| 14:15               |                           | Relatório | - Mulligan 25' - Boland 40' | Estádio: Seymour Park Árbitro: Jeremy Ferguson |  |

Região central
| 25 de abril de 2022 | Woodleigh FC (4) | 0–4       | Wanganui Athletic (3)                          | New Plymouth                                  |  |
| 14:00               |                  | Relatório | - Simcox 17' - Meredith 62', 78' - Mailman 73' | Estádio: Sutherland Park Árbitro: Craig Laird |  |

| 25 de abril de 2022 | FC Western (4) | 0–3       | Palmerston North Marist (3)      | New Plymouth                                     |  |
| 14:00               |                | Relatório | - Rumere 30', 51' - Minshull 78' | Estádio: Lynmouth Park Árbitro: Matthew Hastings |  |

Região da capital
| 25 de abril de 2022 | Naenae SC (6)                        | 2–1 (pro.) | Paekākāriki SC (8) | Lower Hutt                                   |  |
| 14:00               | - Stratford 29' (pen.) - Bryant 105' | Relatório  | - F. Howard 45+1'  | Estádio: Naenae Park Árbitro: Barry Buchanan |  |

| 25 de abril de 2022 | Wellington Marist (5)                         | 4–0       | Greytown FC (7) | Wellington                                       |  |
| 14:00               | - G. Peattie 8', 42' - Keetley 55' - Khan 90' | Relatório |                 | Estádio: Kilbirnie Park Árbitro: Jan Chmielewski |  |

Região Continental
| 25 de abril de 2022 | Western (3) | 0–1       | Universities (3)      | Christchurch                                 |  |
| 14:00               |             | Relatório | - Campbell 44' (pen.) | Estádio: English Park Árbitro: Michael Field |  |

| 25 de abril de 2022 | High School Old Boys (9) | 0–10      | Waimakariri United (3)                                                                    | Christchurch                             |  |
| 14:45               |                          | Relatório | - Elmohib 9', 22', 31', 48' - Cochrane 68' - Loney 80', 86' - Quigley 85', 90' - Hale 88' | Estádio: English Park Árbitro: Paul Pace |  |

| 25 de abril de 2022 | FC Nelson (4) | 1–0       | Golden Bay AFC (5) | Nelson                                 |  |
| 15:30               |               | Relatório |                    | Estádio: Guppy Park Árbitro: Kurt Ward |  |

| 25 de abril de 2022 | Richmond Athletic (4) | 5–0       | Mapua Rangers (7) | Richmond                                              |  |
| 19:00               |                       | Relatório |                   | Estádio: Jubilee Park Árbitro: Maurice John Llewellin |  |

Todas as equipes listadas abaixo avançaram diretamente para a primeira rodada. 
Região Norte: Albany United, Auckland City FC, Auckland United, Bay Olympic, Beachlands Maraetai AFC, Birkenhead United, Bucklands Beach, Cambridge FC, Claudelands Rovers, East Coast Bays, Eastern Suburbs, Ellerslie AFC, Fencibles United, Franklin United, Hamilton Wanderers, Hibiscus Coast, Manukau United, Manurewa AFC, Melville United AFC, Metro FC, Mt Albert Ponsonby AFC, Ngaruawahia United, North Shore United, Northern Rovers, Northland FC, Onehunga Mangere United, Oratia United, Takapuna AFC, Tauranga City, Tauranga Old Blues FC, Waiheke United, Waitemata FC, West Auckland AFC, West Coast Rangers, Western Springs
Região Central: N/a
Região da capital: Brooklyn Northern United, Havelock North Wanderers, Island Bay United, Kapiti Coast United, Lower Hutt City, Isles Construction Massey University, Miramar Rangers, Napier City Rovers, North Wellington, Petone FC, Seatoun AFC, Stokes Valley, Stop Out, Tawa AFC, Upper Hutt City Football, Victoria University, Waikanae AFC, Wainuiomata AFC, Waterside Karori, Wellington Olympic, Wellington United, Western Suburbs
Região Mainland: Burwood AFC, Cashmere Technical, Christchurch United, Coastal Spirit, FC Twenty 11, Ferrymead Bays, Halswell United, Mosgiel AFC, Nelson Suburbs, Nomads United, Parklands United, Roslyn Wakari, Selwyn United, Tahuna FC
Região Sul: Dunedin City Royals, Gore Wanderers, Grants Braes AFC, Green Island, Northern AFC, Old Boys AFC, Otago University, Queens Park, Queenstown AFC, Wanaka AFC

### Rodada 1
As partidas da primeira rodada foram disputadas entre 14 e 15 de maio de 2022. Esta rodada contou com uma equipe das ligas de futebol de domingo de Auckland, Sperm Whales FC, a equipe com classificação mais baixa na competição.     
Região Norte
| 14 de maio de 2022 | Ngongotaha AFC (5)             | 3–2       | Tauranga Old Blues FC (5)        | Ngongotahā                                       |  |
| 14:00              | - Balaho 14' - Barker 28', 77' | Relatório | - Torres 48' - J. J. Reynoso 88' | Estádio: Tamarahi Reserve Árbitro: Andres Castro |  |

| 14 de maio de 2022 | Waikato Unicol (5) | 1–4       | Tauranga City (3)                                             | Hamilton                                 |  |
| 14:00              | - Wright 90+5'     | Relatório | - Robson 25' (o.g.) - Molloy 43' - Brinkmann 53' - Maddox 74' | Estádio: Jansen Park Árbitro: Kirk Davis |  |

| 14 de maio de 2022 | Cambridge FC (4)   | 2–1       | Onehunga-Mangere United (3) | Cambridge                                           |  |
| 14:00              | - Clarkin 14', 51' | Relatório | - Rastagar 87'              | Estádio: John Kerkhof Park Árbitro: Benjamin Norman |  |

| 14 de maio de 2022 | Northern Rovers (3)                                                     | 5–0       | Mangere United (9) | North Shore                                   |  |
| 14:00              | - Rhodes 4' - Caunter 11' (pen.), 90' (pen.) - Harbottle 25' - Shaw 84' | Relatório |                    | Estádio: McFetridge Park Árbitro: Brandon Day |  |

| 14 de maio de 2022 | West Coast Rangers (3)                                                                                | 9–0       | Papakura City (5) | Whenuapai                                       |  |
| 14:00              | - Kelly 2', 32' - Dwamena 7' - Banks 8', 63', 85' - Blackwood 59' (pen.) - Armitt 70' - Gallagher 88' | Relatório |                   | Estádio: Fred Taylor Park Árbitro: Nick Waldron |  |

| 14 de maio de 2022 | Mt Albert Ponsonby (3) | 11–1      | Otumoetai FC (5) | Auckland                                  |  |
| 14:00              | - Colligan 13', 17', 22', 33' - Hindson 14', 25' - Benitez Cuero 15', 38' - Black 49' (pen.) - Streamer 59' - Rathburn 81' | Relatório | - Sindler 90+3'  | Estádio: Anderson Park Árbitro: Aaron Day |  |

| 14 de maio de 2022 | Bucklands Beach (4)                           | 4–0       | Kerikeri FC (6) | Bucklands Beach                                        |  |
| 14:00              | - McCarthy 22' - Smith 55', 90+2' - Bohea 66' | Relatório |                 | Estádio: Lloyd Elsmore Park Árbitro: Ronald van Zuilen |  |

| 14 de maio de 2022 | Northland FC (4) | 1–4       | Manurewa (3)                                    | Whangārei                                    |  |
| 14:00              | - Rotimi 36'     | Relatório | - Perez 44' - Bobadilla 80' - Horgan 84', 90+1' | Estádio: Trigg Arena Árbitro: Craig Crawford |  |

| 14 de maio de 2022 | Te Awamutu AFC (5) | 0–1       | Metro] (3)             | Te Awamutu                                         |  |
| 14:00              |                    | Relatório | - Englefield 9' (pen.) | Estádio: Te Awamutu Stadium Árbitro: Brendan Coker |  |

| 14 de maio de 2022 | West Auckland (4)                                                         | 6–1       | Onerahi FC (6) | Auckland                                     |  |
| 14:00              | - Wilcox 4' - West 7' - Rollinson 10', 36' - M. Hearn 48' - Riddoch 90+3' | Relatório | - Hannmore 39' | Estádio: Brains Park Árbitro: Samuel Clement |  |

| 14 de maio de 2022 | East Coast Bays (3)   | 2–0       | Te Atatu AFC (5) | North Shore                                   |  |
| 14:00              | - Kelly 2' - Gaze 88' | Relatório |                  | Estádio: Bay City Park Árbitro: Tanvir Bhamji |  |

| 14 de maio de 2022 | Hibiscus Coast (4)               | 3–4       | Albany United (3)                                                 | Whangaparaoa                                     |  |
| 14:00              | - Dickinson 10' - Mayes 33', 40' | Relatório | - Roberts 41' - Martin 72' (o.g.) - Mosquera 83' - McGuinness 88' | Estádio: Stanmore Bay Park Árbitro: Glen Lochrie |  |

| 15 de maio de 2022 | Northern United (7)               | 2–5       | Taupo AFC (5)                                                          | Hamilton                                          |  |
| 14:00              | - Payton 34' - Legaz-Hounslow 80' | Relatório | - Perrott 11' - O'Donoghue 21' - Semple 26' - Foster 59' - Smith 90+2' | Estádio: Korikori Park Árbitro: Sarah Elyse Jones |  |

| 15 de maio de 2022 | Central United (5)             | 3–1       | Waitemata (3)        | Auckland                                     |  |
| 14:00              | - Lloyd 38', 70' - Guthrie 60' | Relatório | - Ruffell 62' (o.g.) | Estádio: Kiwitea Street Árbitro: Fidel Jaary |  |

| 15 de maio de 2022 | West Hamilton United (5)                                             | 7–1       | Waiuku AFC (9) | Hamilton                                     |  |
| 14:00              | - Venema 38', 49' (pen.), 70' - N. Mire 73', 80', 83' - Muldrock 78' | Relatório | - Lusty 13'    | Estádio: Weka Street Árbitro: Phillip Rogers |  |

| 15 de maio de 2022 | Papamoa FC (5)                                  | 3–2       | Ellerslie (3)                   | Tauranga                                                |  |
| 14:00              | - O'Donoghue 33' - Giles 84' - van der Salm 86' | Relatório | - Durkin 52' (pen.) - Clark 81' | Estádio: Gordon Spratt Reserve Árbitro: Andrew Mitchell |  |

| 15 de maio de 2022 | Sperm Whales FC (SUN)             | 2–1       | Ngaruawahia United (4) | Auckland                                   |  |
| 14:00              | - Chiaroni 39' - Twigg 87' (pen.) | Relatório | - Connor 66'           | Estádio: Seymour Park Árbitro: Yunjie Diao |  |

| 15 de maio de 2022 | Beachlands Maraetai (4)                   | 3–4       | Claudelands Rovers (4)                                 | Beachlands                                 |  |
| 15:00              | - C. Szopa 62' - Birch 65' - Hamilton 72' | Relatório | - Breadmore 12', 37' - Thompson 40' (pen.) - Clark 60' | Estádio: Te Puru Park Árbitro: Wayne Barry |  |

| 25 de maio de 2022                                                                             | Franklin United (4)                       | 3–0       | Oratia United (4) | Tuakau                                                   |  |
| 19:30                                                                                          | - Lazarus 1' - Narayan 32' - Abbott 90+2' | Relatório |                   | Estádio: Dr John Lightbody Reserve Árbitro: Mark Fleming |  |
| Nota: Partida abandonada na data original de 14 de maio, devido aos holofotes não funcionarem. |                                           |           |                   |                                                          |  |

Região central
| 14 de maio de 2022 | Wanganui Athletic (3)             | 3–1       | Havelock North Wanderers (2) | Wanganui                                    |  |
| 14:00              | - Meredith 67' - Mailman 68', 69' | Relatório | - Christensen 78' (pen.)     | Estádio: Wembley Park Árbitro: Antony Riley |  |

| 14 de maio de 2022 | Palmerston North Marist (3)                                 | 4–1       | Massey University (3) | Palmerston North                         |  |
| 17:00              | - Monk 24' - Carrick 34' - Rumere 55' - Kilkelly 77' (o.g.) | Relatório | - Mori 51'            | Estádio: Arena Turf Árbitro: Edward Cook |  |

Região da capital
| 14 de maio de 2022 | Brooklyn Northern United (4)                 | 3–4       | Wainuiomata (3)                         | Wellington                                   |  |
| 13:30              | - Trott 4' (o.g.) - Sperring 26' - Glenn 65' | Relatório | - Hinton 43' - King 44' - Ross 60', 84' | Estádio: Wakefield Park Árbitro: Nigel Piper |  |

| 14 de maio de 2022 | Seatoun (3) | 0–8       | Wellington Olympic (2)                                                      | Wellington                                |  |
| 14:00              |             | Relatório | - Bouzoukis 11', 44', 51', 62' - Gaul 58', 83' - Randall 78' - Thurston 89' | Estádio: Seatoun Park Árbitro: Cory Mills |  |

| 14 de maio de 2022 | Kapiti Coast United (4) | 0–1       | Upper Hutt City (3) | Kapiti                                   |  |
| 14:00              |                         | Relatório | - Fong 28'          | Estádio: Weka Park Árbitro: Marten Kooij |  |

| 14 de maio de 2022 | Victoria University (4) | 1–4       | Tawa (3)                                                     | Wellington                              |  |
| 14:00              | - Pocock 45+1'          | Relatório | - Hill 17' - Jackson 26' - Findlay 29' - Willis-Benton 90+3' | Estádio: Kelburn Park Árbitro: Sean Lau |  |

| 14 de maio de 2022 | Naenae SC (6) | 0–4       | Island Bay United (3)                                   | Lower Hutt                                 |  |
| 14:00              |               | Relatório | - Mitchener 11' - Sutton 43' - McKay 73' - Chadwick 84' | Estádio: Naenae Park Árbitro: Aaron Clarke |  |

| 14 de maio de 2022 | Wellington United (2)          | 3–1       | Stop Out (3) | Wellington                                  |  |
| 14:00              | - Junca 23' - Hilbron 76', 78' | Relatório | - Prins 83'  | Estádio: Newtown Park Árbitro: John Rowbury |  |

| 14 de maio de 2022 | Lower Hutt City (3)                                              | 5–0       | Stokes Valley (5) | Lower Hutt                                  |  |
| 14:30              | - Makowem 13' (pen.) - Reid 55' - Candy 62' - Flowerdew 76', 85' | Relatório |                   | Estádio: Fraser Park Árbitro: Chris Bennett |  |

| 15 de maio de 2022 | Waikanae AFC (5) | 0–10      | Wellington Marist (5)                                                                                       | Waikanae                                               |  |
| 14:00              |                  | Relatório | - Greig 3', 24', 33' - Stratford 23', 55' - Keetley 34' - Bouma 41' - Brash 49' - Moger 59' - Gilchrist 76' | Estádio: Jim Cooke Memorial Park Árbitro: Marten Kooij |  |

Região Continental
| 13 de maio de 2022 | Ferrymead Bays (2)                                   | 5–0       | FC Twenty 11 (3) | Christchurch                                   |  |
| 19:00              | - Pierce 42', 50', 53' - Meaclem 52' - Metherell 55' | Relatório |                  | Estádio: Ferrymead Park Árbitro: Aaron Nottage |  |

| 14 de maio de 2022 | Coastal Spirit (2)            | 3–1       | Waimakariri United (3) | Christchurch                             |  |
| 14:00              | - Rai 45+3' - McGarr 60', 63' | Relatório | - Quigley 41'          | Estádio: English Park Árbitro: Paul Pace |  |

| 14 de maio de 2022 | Halswell United (3) | 1–2 (pro.) | Parklands United (3)       | Christchurch                                    |  |
| 14:00              | - Cameron 89'       | Relatório  | - Jones 47' - Lingard 112' | Estádio: Halswell Domain Árbitro: Iain Marshall |  |

| 14 de maio de 2022 | Universities (3) | 0–6       | Christchurch United (2)                                                   | Christchurch                                  |  |
| 14:00              |                  | Relatório | - MacLennan 5', 81' - Lapslie 16' - Mort 41' - Issa 45+1' - Wilkinson 47' | Estádio: Ilam Fields Árbitro: Michael Killick |  |

| 14 de maio de 2022 | Cashmere Technical (2)                                                          | 6–0       | Nomads United (2) | Christchurch                                         |  |
| 14:00              | - J. Richards 24', 42', 44' - Matthysen 26' - Coughlan 48' - Caswell 51' (o.g.) | Relatório |                   | Estádio: Garrick Memorial Park Árbitro: Caleb Downes |  |

| 14 de maio de 2022 | Burwood (3) | 0–5       | Selwyn United (2)                                                        | Christchurch                               |  |
| 14:00              |             | Relatório | - Carrodus 44' - Allatt 67' - N. Fairley 81' - Murdoch 87' - van Wyk 88' | Estádio: Clare Park Árbitro: Ben O'Connell |  |

| 15 de maio de 2022 | Nelson Suburbs (2)                                     | 4–0       | Richmond Athletic (4) | Nelson                                         |  |
| 11:00              | - Platt 21' - Yong 38' (pen.), 73' (pen.) - McPhie 80' | Relatório |                       | Estádio: Saxton Field Árbitro: Richard Malcolm |  |

| 15 de maio de 2022 | FC Nelson (4)                              | 3–2       | Tahuna FC (4)   | Nelson                                                  |  |
| 14:00              | - Hlawnceu 11' - Piere 40' - Macfadyen 45' | Relatório | - Costa Vaz 78' | Estádio: Trafalgar Park Árbitro: Maurice John Llewellin |  |

Região Sul
| 14 de maio de 2022 | Queens Park (3)                                                                | 7–0       | Grants Braes (7) | Invercargill                                           |  |
| 15:00              | - Castillo Viveros 2', 12', 26' - Castle 25' - Larsen 62' - Miranda 86', 90+1' | Relatório |                  | Estádio: ILT Football Turf Árbitro: Nikolay Shevlyakov |  |

| 14 de maio de 2022 | Gore Wanderers (5) | 0–6       | Roslyn-Wakari (3)                                                | Gore                                       |  |
| 14:00              |                    | Relatório | - Williams 13' - Wilkie 36', 58', 75' - Williams-Davies 39', 47' | Estádio: Hyde Park Árbitro: Mason Robinson |  |

| 14 de maio de 2022 | Northern (3) | 13–2      | Old Boys (4)     | Dunedin                                         |  |
| 14:00              | - Teixeira 4' - Hibbert 17', 38', 79' (pen.) - Muir 32', 45', 51', 60', 82' - Savou 47' - Newall 70' Fabre 72' (o.g.) | Relatório | - Stout 56', 89' | Estádio: Forrester Park Árbitro: Wayne van Gorp |  |

| 15 de maio de 2022 | Wanaka (3)                                  | 3–4 (pro.) | Otago University (3)                         | Wanaka                                                      |  |
| 13:00              | - Campbell 45' - Scoullar 49' - Pleskun 56' | Relatório  | - Kidd 17' - S. Murray 30', 43', 108' (pen.) | Estádio: Wanaka Recreation Centre Árbitro: Lindsey Robinson |  |

Todas as equipes listadas abaixo avançaram diretamente para a segunda rodada.
Região Norte: Auckland City, Auckland United, Bay Olympic, Birkenhead United, Eastern Suburbs, Fencibles United, Hamilton Wanderers, Manukau United, Melville United, North Shore United, Takapuna, Waiheke United, Western Springs,
Região da capital: Napier City Rovers, North Wellington, Petone, Miramar Rangers, Waterside Karori, Western Suburbs
Mainland: Nenhum
Sul: Dunedin City Royals, Green Island, Mosgiel, Queenstown AFC

### Rodada 2
Todas as partidas foram disputadas no fim de semana do aniversário da rainha, de 4 a 6 de junho de 2022. Esta rodada contará com uma equipe das ligas de futebol de domingo de Auckland, Sperm Whales FC, a equipe com classificação mais baixa na competição.  
Região Norte
| 6 de junho de 2022 | Manurewa (3)  | 1–2 (pro.) | Birkenhead United (2)         | Auckland                                     |  |
| 14:00              | - M. Shah 26' | Relatório  | - Jorgensen 57' - Hobson 114' | Estádio: Jellicoe Park Árbitro: Kelvin Lewis |  |

| 6 de junho de 2022 | North Shore United (2) | 1–3       | Cambridge (4)                            | North Shore                                            |  |
| 14:00              | - Peredo 28'           | Relatório | - Portegys 38' - Clarkin 42' - Ganas 48' | Estádio: Allen Hill Stadium Árbitro: Ronald Van Zuilen |  |

| 6 de junho de 2022 | Claudelands Rovers (4) | 0–2       | Papamoa FC (5)               | Hamilton                                      |  |
| 14:00              |                        | Relatório | - O'Donoghue 48' - Kenny 70' | Estádio: Galloway Park Árbitro: Andres Castro |  |

| 6 de junho de 2022 | Franklin United (4) | 1–2       | Melville United (2)                            | Tuakau                                                  |  |
| 14:00              | - Hewitt-Swaine 90' | Relatório | - K. Richards 44' (pen.) - Lawrence 77' (pen.) | Estádio: Dr John Lightbody Reserve Árbitro: Avi Narayan |  |

| 6 de junho de 2022 | West Coast Rangers (3) | 1–2       | Waiheke United (2)         | Whenuapai                                      |  |
| 14:00              | - Gallagher 37'        | Relatório | - Canay 45+2' - Vanina 48' | Estádio: Fred Taylor Park Árbitro: Brandon Day |  |

| 6 de junho de 2022 | Sperm Whales (SUN) | 1–5       | Metro (3)                                                   | Auckland                                      |  |
| 14:00              | - Chiaroni 66'     | Relatório | - McCracken 15' - Minto 27' - Englefield 40', 83' - Han 79' | Estádio: Seymour Park Árbitro: Daniel Neville |  |

| 6 de junho de 2022 | Hamilton Wanderers (2) | 1–0       | Takapuna (2) | Hamilton                                          |  |
| 14:00              | - Lamb 46'             | Relatório |              | Estádio: Porritt Stadium Árbitro: Andy Holdsworth |  |

| 6 de junho de 2022 | Auckland United (2)                                                                                     | 9–1       | West Hamilton United (5) | Auckland                                      |  |
| 14:00              | - Zambrano 7', 27' - Middleton 29' - Stephen 47', 59' - Jones 50' - Ishibashi 81' - Redfearn 89', 90+1' | Relatório | - N. Mire 14'            | Estádio: Keith Hay Park Árbitro: Luke Gardner |  |

| 6 de junho de 2022 | West Auckland (4)          | 2–0       | Bucklands Beach (4) | Auckland                                      |  |
| 14:00              | - Johnston 25' - Peden 82' | Relatório |                     | Estádio: Brains Park Árbitro: Johnathon Smith |  |

| 6 de junho de 2022 | Mt Albert Ponsonby (3) | 0–3       | Eastern Suburbs (2)          | Auckland                                      |  |
| 14:00              |                        | Relatório | - Jarvie 2' - Built 57', 90' | Estádio: Anderson Park Árbitro: Alec Couchman |  |

| 6 de junho de 2022 | Ngongotaha (5) | 1–4       | Central United (5)                                       | Ngongotahā                                         |  |
| 14:00              | - Trask 45'    | Relatório | - Ruffell 4' - Metzger 24' - J. Ishigaki 38' - Lloyd 59' | Estádio: Tamarahi Reserve Árbitro: Benjamin Norman |  |

| 6 de junho de 2022 | Taupo AFC (5)   | 1–2       | Bay Olympic (2)          | Taupō                                        |  |
| 14:00              | - O'Donogue 52' | Relatório | - Tutton 10' - White 65' | Estádio: Crown Park Árbitro: Andrew Lamberth |  |

| 6 de junho de 2022 | Fencibles United (3)                  | 3–0       | Northern Rovers (3) | Auckland                                          |  |
| 14:00              | - Clarke 30' - Maukau 87' - Tweed 90' | Relatório |                     | Estádio: Riverhills Park Árbitro: Jeremy Ferguson |  |

| 6 de junho de 2022 | Western Springs (2) | 0–1       | Manukau United (2) | Auckland                                 |  |
| 14:00              |                     | Relatório | - Golding 85'      | Estádio: Crum Park Árbitro: Nick Waldron |  |

| 6 de junho de 2022 | East Coast Bays (3)                  | 3–2       | Tauranga City (3)         | Oteha                                         |  |
| 14:00              | - Kim 9' - Kelly 40' - Collett 90+3' | Relatório | - Maddox 11' - McLeod 70' | Estádio: Bay City Park Árbitro: Mazhar Batoor |  |

| 14 de junho de 2022                                                                             | Auckland City (2)                                                   | 6-1       | Albany United (3) | Auckland                                      |  |
| 19:00                                                                                           | - Tade 6' - Lobo 50' - Manickum 82', 88' - Drake 85' - De Vries 90' | Relatório | - Hicks 45'       | Estádio: Kiwitea Street Árbitro: Nick Waldron |  |
| Nota: Jogo originalmente agendado para 06 de junho mas adiado devido a casos de Covid no elenco |                                                                     |           |                   |                                               |  |

Capital / Região Central
| 4 de junho de 2022 | Palmerston North Marist (3)                    | 0–3*      | Island Bay United (3)                | Palmerston North                              |  |
| 14:00 | - Carrick 25' - Charlton 54' - Rumere 62', 84' | Relatório | - Lenihan-Geels 9', 90' - McPhee 12' | Estádio: Arena Turf Árbitro: Matthew Hastings |  |
| Nota: A partida foi originalmente 4-3 para o Palmerston North Marist, porém eles foram punidos pela escalação irregular de um atleta, com isso foi declarada a vitória de 3-0 e consequente classificação do Island Bay United. |                                                |           |                                      |                                               |  |

| 4 de junho de 2022 | Lower Hutt City (3) | 1–1 (pro.) (3–4 pen.) | Wellington United (2) | Lower Hutt                                     |  |
| 14:00              | - Van Hattum 46'    | Relatório             | - Fong 58'            | Estádio: Fraser Park Árbitro: Cameron Gruschow |  |

| 4 de junho de 2022 | Tawa (3)   | 1–4 (pro.) | Western Suburbs (2)                              | Wellington                                  |  |
| 14:00              | - Hill 63' | Relatório  | - F. Brown 38', 94' - O'Connor 109' Garbett 113' | Estádio: Redwood Park Árbitro: Isaac Trevis |  |

| 4 de junho de 2022 | Wainuiomata (3) | 0–7       | North Wellington (2)                                                                                | Lower Hutt                                           |  |
| 14:00              |                 | Relatório | - Fay 14' - Hakaraia 49' (o.g.), 61' (o.g.) - Imarhiagbe 65' - Hopper 68' - Manuel 78' - Othman 86' | Estádio: Richard Prouse Park Árbitro: Mark Whitehead |  |

| 4 de junho de 2022 | Petone (2)        | 2–4 (pro.) | Napier City Rovers (2)                                          | Lower Hutt                                   |  |
| 15:00              | - McMinn 55', 75' | Relatório  | - Mandair 42' - Schofield 90' (pen.) - Allen 101' - Madsen 113' | Estádio: Memorial Park Árbitro: Chris Bennet |  |

| 6 de junho de 2022 | Whanganui Athletic (3) | 0–5       | Wellington Olympic (2)                                                         | Whanganui                                   |  |
| 14:00              |                        | Relatório | - Jesse Randall 15' - Kailan Gould 34' (pen.), 78', 85' - Gianni Bouzoukis 64' | Estádio: Wembley Park Árbitro: Antony Riley |  |

| 11 de junho de 2022                                                                              | Waterside Karori (2) | 0-4       | Miramar Rangers AFC (2)                                                                   | Wellington                                |  |
| 14:00                                                                                            |                      | Relatório | - Dei Gatkek 65' (o.g.) - Aaron Spain 33' - Owen Barenett 62' - Wilson Souphanthavong 85' | Estádio: Karori Park Árbitro: Nigel Piper |  |
| Nota: Jogo originalmente agendado para 06 de junho mas adiado devido às más condições do gramado |                      |           |                                                                                           |                                           |  |

| 11 de junho de 2022                                                                   | Upper Hutt City (3)       | 1-3       | Wellington Marist (5)                                   | Upper Hutt                                   |  |
| 15:30                                                                                 | - Birhanu Taye 77' (pen.) | Relatório | - Andrew Brash 29' - Lathim Greig 40' - Beau Lyttle 66' | Estádio: Maidstone Park Árbitro: Conor Healy |  |
| Nota: Jogo originalmente agendado para 06 de junho mas adiado devido a casos de Covid |                           |           |                                                         |                                              |  |

Região Continental
| 3 de junho de 2022 | Ferrymead Bays (2)                     | 3–2 (pro.) | Christchurch United (2)      | Christchurch            |  |
| 17:15              | - Stanley 60', 97' - Morris 81' (o.g.) | Relatório  | - Rabuka 37' - MacLennan 89' | Estádio: Ferrymead Park |  |

| 6 de junho de 2022 | FC Nelson (4) | 0–6       | Nelson Suburbs (2)                                    | Nelson                                                  |  |
| 14:00              |               | Relatório | - Creswell 2', 45', 53', 66' - Polak 32' - Carter 40' | Estádio: Victory Square Árbitro: Maurice John Llewellin |  |

| 6 de junho de 2022 | Cashmere Technical (2)               | 3–1       | Selwyn United (2) | Christchurch                                          |  |
| 14:00              | - J. Richards 16', 74' - Vickers 38' | Relatório | - Barbour-Ryan 8' | Estádio: Garrick Memorial Park Árbitro: Ben O'Connell |  |

| 14 de junho de 2022                                                                   | Parklands United (3) | 0-7       | Coastal Spirit (2)                                                                | Christchurch                                      |  |
| 14:00                                                                                 |                      | Relatório | - Mitchell 13', 55', 81', 89' - Canobbio 41' - Livingstone 64' (o.g.) - Innes 90' | Estádio: Parklands Reserve Árbitro: Aaron Nottage |  |
| Nota: Jogo originalmente agendado para 06 de junho mas adiado devido a casos de Covid |                      |           |                                                                                   |                                                   |  |

Região Sul
| 6 de junho de 2022 | Dunedin City Royals (2)                                                | 6–0       | Queenstown (3) | Dunedin                                          |  |
| 14:00              | - Hawkins 18' - Neil 48', 64' (pen.), 68' - Watanabe 57' - Stanley 86' | Relatório |                | Estádio: Multi Sports Turf Árbitro: Dan Woulahan |  |

| 6 de junho de 2022 | Roslyn-Wakari (3)     | 1–2       | Mosgiel (2)                | Dunedin                                       |  |
| 14:00              | - Sannun 90+1' (pen.) | Relatório | - Findlay 35' - Taylor 85' | Estádio: Ellis Park Árbitro: Lindsey Robinson |  |

| 6 de junho de 2022 | Otago University (3) | 0–4       | Green Island (2)                | Dunedin                                        |  |
| 14:00              |                      | Relatório | - Hewson 4', 26', 54' - Cox 41' | Estádio: Football Turf Árbitro: Wayne Van Gorp |  |

| 6 de junho de 2022 | Queens Park (3) | 1–4       | Northern (3)                                | Invercargill                                 |  |
| 14:00              | - Mwangi 19'    | Relatório | - Al Mawali 10' - Muir 24', 26' (pen.), 65' | Estádio: Surrey Park Árbitro: Craig Campbell |  |

### Rodada 3
Todas as partidas foram disputadas entre 18 a 19 de junho de 2022.  Esta rodada contará com três equipes do nível 5, Central United, Papamoa FC e Wellington Marist, as equipes com pior classificação restante na competição.
Região Norte
| 18 de junho de 2022 | Melville United (2)                                                        | 6-1       | East Coast Bays (3) | Hamilton                                   |  |
| 14:00               | - Dowling 14' - Brown 47' - Richards 56', 59' - Giraldo 63' - Lawrence 79' | Relatório | - Beaton 83'        | Estádio: Gower Park Árbitro: Andres Castro |  |

| 18 de junho de 2022 | West Auckland (4)                                      | 4-6 (pro.) | Waiheke United (2)                                                      | Auckland                                   |  |
| 14:00               | - M. Hearn 8' - Peden 18' - J. Hearn 45', 90+6' (pen.) | Relatório  | - Lindner 3', 27', 58' (pen.) - Lluner 22' - Vanina 114' - Herrera 116' | Estádio: Brains Park Árbitro: Nick Waldron |  |

| 18 de junho de 2022 | Auckland United (2)                                                        | 6-1       | Cambridge (4)  | Auckland                                         |  |
| 14:00               | - Redfearn 11', 65' - Maturena 49' - Fay 63' - Zambrano 84' - McCarthy 87' | Relatório | - Woodlock 22' | Estádio: Keith Hay Park Árbitro: William Roberts |  |

| 18 de junho de 2022 | Bay Olympic (2)           | 2-1       | Metro (3)                 | Auckland                                     |  |
| 14:00               | - Byrne 66' - McNeill 81' | Relatório | - Englefield 45+1' (pen.) | Estádio: Olympic Park Árbitro: Mazhar Batoor |  |

| 18 de junho de 2022 | Auckland City (2)                                                    | 6-0       | Manukau United (2) | Auckland                                      |  |
| 14:00               | - Howieson 29' - Brotherton 31' - de Vries 41', 73' - Ellis 80', 83' | Relatório |                    | Estádio: Kiwitea Street Árbitro: Luke Gardner |  |

| 19 de junho de 2022 | Fencibles United (3)          | 2-2 (pro.) (4-5 pen.) | Eastern Suburbs (2)                   | Auckland                                         |  |
| 14:00               | - Clarke 10' - Garofalaki 24' | Relatório             | - Carlson-du Toit 54' - Champness 61' | Estádio: Riverhills Park Árbitro: Hayden Tutbury |  |

| 19 de junho de 2022 | Papamoa FC (5) | 0-3       | Hamilton Wanderers (2)                | Tauranga                                                |  |
| 14:00               |                | Relatório | - Singh 18' - Tieku 51' - Pratt 90+1' | Estádio: Gordon Spratt Reserve Árbitro: Andrew Lamberth |  |

| 19 de junho de 2022 | Birkenhead United (2)                                           | 4-0       | Central United (5) | Auckland                                       |  |
| 15:00               | - Connor-McClean 59' - Burfoot 74' - Jorgenson 76' - Hughes 80' | Relatório |                    | Estádio: Shepherds Park Árbitro: Ashley Wilson |  |

Região Central / Capital
| 18 de junho de 2022 | North Wellington (2) | 1-6       | Wellington Olympic (2)                                                        | Wellington               |  |
| 14:00               | - Allan 86'          | Relatório | - Randall 27', 87' - Brown 50' (g.c.) - Bouzoukis 53' - Gould 62', 85' (pen.) | Estádio: Alex Moore Park |  |

| 18 de junho de 2022 | Island Bay United (3) | 1-3       | Miramar Rangers AFC (2)                            | Wellington              |  |
| 15:30               | - Chadwick 69'        | Relatório | - Watson 30' - Mason-Smith 69' - Rowden 77' (g.c.) | Estádio: Wakefield Park |  |

| 19 de junho de 2022 | Wellington Marist (5) | 1-5       | Western Suburbs (2)                             | Wellington |  |
| 14:00               | - Lyttle 81'          | Relatório | - Simes 53', 56', 65' - Garbett 68' - Brown 85' |            |  |

| 19 de junho de 2022 | Napier City Rovers (2)                                                                      | 7-0       | Wellington United (2) | Napier                     |  |
| 14:00               | - Schofield 1' - McNamara 21', 39' - Somerton 52' - Allen 62' - Stevenson 67' - Mason 90+1' | Relatório |                       | Estádio: Bluewater Stadium |  |

Região Continental
| 18 de junho de 2022 | Ferrymead Bays (2) | 1-2 (pro.) | Cashmere Technical (2)          | Christchurch            |  |
| 14:30               | - Pierce 61'       | Relatório  | - Matthysen 8' - Schwarz 105+2' | Estádio: Ferrymead Park |  |

| 19 de junho de 2022 | Nelson Suburbs (2) | 1-1 (pro.) (5-4 pen.) | Coastal Spirit (2) | Nelson                |  |
| 12:00               | - Higgs 27'        | Relatório             | - Zimmerman 45'    | Estádio: Saxton Field |  |

Região Sul
| 18 de junho de 2022 | Green Island (2)                                                            | 5-1       | Northern (3)     | Green Island            |  |
| 13:30               | - Mandich 21' (g.c.) - Anderson 45+1' - Manson 47' - Henry 66' - McLean 69' | Relatório | - Muir 2' (pen.) | Estádio: Sunnyvale Park |  |

| 19 de junho de 2022 | Mosgiel (2) | 1-2       | Dunedin City Royals (2)               | Mosgiel                |  |
| 13:00               | - Day 9'    | Relatório | - de Groot-Green 89' - Watanabe 90+4' | Estádio: Memorial Park |  |

### Rodada 4
Todos os jogos foram disputados entre 9-10 de julho de 2022.
Região Norte
| 9 de julho de 2022 | Bay Olympic (2) | 1-2       | Auckland City (2)       | Auckland                                    |  |
| 14:00              | - Duncan 32'    | Relatório | - Drake 57' - Ilich 71' | Estádio: Olympic Park Árbitro: Luke Gardner |  |

| 9 de julho de 2022 | Melville United (2) | 1-2       | Waiheke United (2)                         | Hamilton                                   |  |
| 14:00              | - Lawrence 46'      | Relatório | - Timmins-Scanlon 47' - Ciganda 46', pen.' | Estádio: Gower Park Árbitro: Andres Castro |  |

| 9 de julho de 2022 | Auckland United (2) | 0-0 (pro.) (2-3 pen.) | Hamilton Wanderers (2) | Auckland                                     |  |
| 14:00              |                     | Relatório             |                        | Estádio: Keith Hay Park Árbitro: Allan Wison |  |

| 20 de julho de 2022                                                                             | Birkenhead United (2) | 0-2       | Eastern Suburbs (2)                   | Auckland                                     |  |
| 14:00                                                                                           |                       | Relatório | - Mechell 69' - Carlson-du Toit 90+4' | Estádio: Shepherds Park Árbitro: Chris Trent |  |
| Nota: Jogo originalmente agendado para 10 de julho mas adiado devido a casos de Covid no elenco |                       |           |                                       |                                              |  |

Região Central/Capital
| 9 de julho de 2022 | Miramar Rangers AFC (2)                              | 5-1       | Western Suburbs (2) | Wellington                                           |  |
| 14:00              | - Watson 7', 14' - Gatkek 17' - Mason-Smith 35', 51' | Relatório | - Abrahaberhe 78'   | Estádio: David Farrington Park Árbitro: Aaron Clarke |  |

| 10 de julho de 2022 | Napier City Rovers (2) | 0-4       | Wellington Olympic (2)                           | Napier                                        |  |
| 14:00               |                        | Relatório | - Palezevic 44' - Bouzoukis 60' - Gould 72', 85' | Estádio: Bluewater Stadium Árbitro: Mark Rule |  |

Região Sul
| 9 de julho de 2022 | Cashmere Technical (2) | 9-0       | Green Island (2) | Christchurch                                         |  |
| 12:00              | - McIsaac 7' - Matthysen 9' - Coughlan 15' - Storer 18' - J. Richards 38' - Angus 59', 74' - Barron 75' (g.c.) - Lapslie 85' | Relatório |                  | Estádio: Garrick Memorial Park Árbitro: Caleb Downes |  |

| 9 de julho de 2022 | Dunedin City Royals (2)         | 3-1       | Nelson Suburbs (2) | Dunedin                                       |  |
| 12:30              | - Stanley 18', 62' - Turner 79' | Relatório | - McGookin 70'     | Estádio: Football Turf Árbitro: Aaron Nottage |  |

### Quartas-de-final
As quartas-de-final foram disputadas em 30 de julho de 2022.
| 30 de julho de 2022 | Dunedin City Royals (2) | 0-6       | Auckland City (2)                                                  | Dunedin                                     |  |
| 13:00               |                         | Relatório | - de Vries 9', 41', 75' - Howieson 13' (pen.) - Lee 18' - Tade 62' | Estádio: Football Turf Árbitro: Caleb Marsh |  |

| 30 de julho de 2022 | Miramar Rangers AFC (2)              | 3-4       | Hamilton Wanderers (2)                             | Wellington                                         |  |
| 14:00               | - Feutz 79' - Watson 86', 88' (pen.) | Relatório | - Bayliss 17' - Clout 62' - Oliver 70' - Tieku 72' | Estádio: David Farrington Park Árbitro: Cory Mills |  |

| 30 de julho de 2022 | Wellington Olympic (2)                                          | 3-2       | Cashmere Technical (2)               | Wellington                                   |  |
| 14:00               | - Storer 22' (g.c.) - Gould 51' (pen.) - Davenport Petersen 69' | Relatório | - Matthysen 7' - Coughlan 86' (pen.) | Estádio: Wakefield Park Árbitro: Sean Reilly |  |

| 30 de julho de 2022 | Waiheke United (2) | 0-1       | Eastern Suburbs (2) | Auckland                      |  |
| 14:00               |                    | Relatório | - Mechell 58'       | Estádio: Onetangi Sports Park |  |

### Semifinais
As semifinais foram disputadas entre 20-21 de agosto de 2022.
| 20 de agosto de 2022 | Eastern Suburbs (2)   | 1-0       | Hamilton Wanderers (2) | Auckland                                    |  |
| 14:00                | - Thurston 61' (pen.) | Relatório |                        | Estádio: Madills Farm Árbitro: Chris Bennet |  |

| 21 de agosto de 2022 | Auckland City (2)                            | 3-1       | Wellington Olympic (2) | Auckland                                      |  |
| 14:00                | - Manickum 10' - Lee 45' - Emiliano Tade 68' | Relatório | - Randall 54'          | Estádio: Kiwitea Street Árbitro: Allan Wilson |  |

### Final
A final foi disputada no dia 11 de setembro de 2022.
| 11 de setembro de 2022 | Auckland City (2)    | 1-0       | Eastern Suburbs (2) | Auckland                       |  |
| 16:00                  | - Dylan Manickum 56' | Relatório |                     | Estádio: North Harbour Stadium |  |